# John Forrest

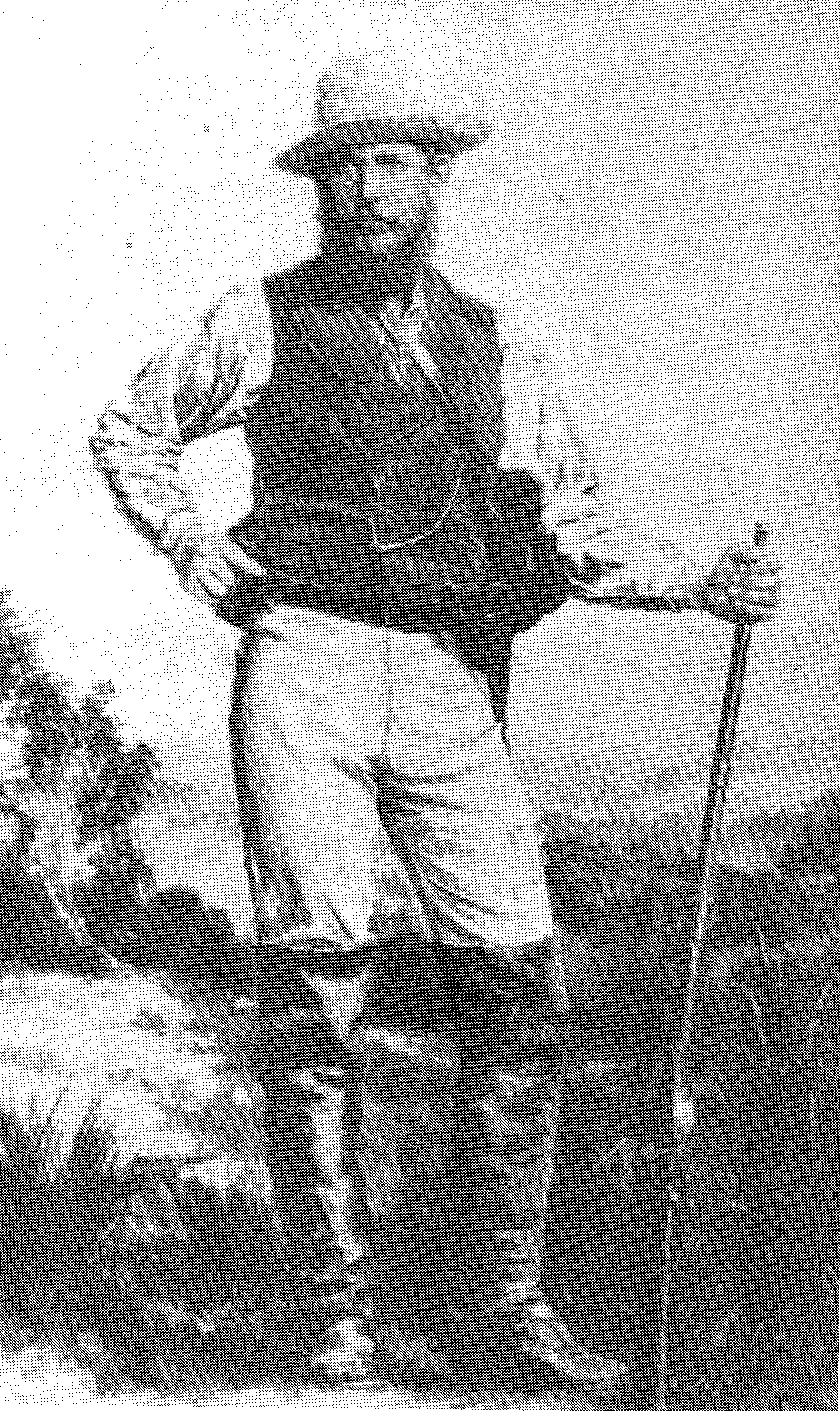
Zdjęcie Forresta z czasów jego wypraw

John Forrest (ur. 22 sierpnia 1847 w Bunbury, zm. 3 października 1918 u wybrzeży Sierra Leone) – australijski odkrywca i polityk, pierwszy premier Australii Zachodniej i zarazem jedyna osoba pełniąca to stanowisko w czasie, gdy obszar ten był jeszcze kolonią brytyjską. Po powstaniu Związku Australijskiego zajmował szereg stanowisk w gabinetach federalnych, m.in. ministra skarbu, obrony i spraw wewnętrznych.

## Życiorys

### Młodość
Pochodził z wielodzietnej rodziny, miał sześciu braci. W 1865 uzyskał uprawnienia do wykonywania zawodu geodety. Cztery lata później po raz pierwszy stanął na czele wyprawy mającej za zadanie eksplorację nie opisanych jeszcze terenów, położonych w sąsiedztwie Australii Zachodniej oraz ich włączenie do tej kolonii. Łącznie odbył trzy wyprawy, podczas których poczynił wiele odkryć geograficznych. Przyniosło mu to popularność w kolonii, ta zaś stała się trampoliną do kariery politycznej.

### Kariera polityczna w Australii Zachodniej
W 1883 został powołany w skład Rady Ustawodawczej kolonii i jednocześnie objął urząd głównego geodety, obejmujący m.in. nadzór nad rozległymi dobrami ziemskimi należącymi do Korony brytyjskiej. Kiedy siedem lat później kolonia uzyskała autonomię, uzyskał miejsce w nowo powołanym, wybieralnym Zgromadzeniu Ustawodawczym. Wkrótce później gubernator William Robinson powierzył mu misję utworzenia pierwszego rządu Australii Zachodniej. Jako premier Forrest został zapamiętany przede wszystkim z szeroko zakrojonego programu robót publicznych, obejmującego budowę infrastruktury portowej i wodnej, drogowej, a także budynków użyteczności publicznej. Wprowadził też pewne reformy społeczne, w 1893 znosząc wobec dorosłych mężczyzn cenzus majątkowy w wyborach stanowych, a nieco później dopuszczając do udziału w nich także kobiety. W debacie nad powołaniem federacji kolonii australijskich zajął stanowisko zasadniczo sprzyjające tej idei. Jednocześnie w toku negocjacji twardo bronił praw mniej ludnych stanów, obawiając się zdominowania ich przez największe kolonie.

### Lata 1900.
W grudniu roku 1900 przyjął stanowisko ministra poczty w gabinecie Edmuna Bartona, który do czasu pierwszych wyborów federalnych miał być rządem tymczasowym Związku Australijskiego. Gdy po zaledwie 10 dniach urzędowania zmarł minister obrony James Dickson, Forrest przejął jego resort. W marcu 1900 – w pierwszych wyborach – uzyskał miejsce w federalnej Izbie Reprezentantów. W lecie 1903 roku był krótko ministrem spraw wewnętrznych w pierwszym gabinecie Deakina.
Po upadku tego gabinetu, w latach 1903-1905 zasiadał w parlamencie jako poseł niezrzeszony. W 1905 wrócił do rządu jako minister skarbu w kierowanym przez Deakina rządzie Partii Protekcjonistycznej, korzystającym z parlamentarnego poparcia Australijskiej Partii Pracy (ALP). Forrest nie ukrywał swojej niechęci do ALP i był krytykowany w prasie za to, że mimo tej otwartej animozji współpracuje z politykami lewicy. Przyczyniło się to do jego rezygnacji w 1907 roku. Został następnie posłem niezrzeszonym, nastawionym raczej krytycznie do swych dawnych kolegów. Później był jednym z głównych animatorów połączenia Partii Protekcjonistycznej z Partią Wolnego Handlu, co dało początek Związkowej Partii Liberalnej. Fuzja miała na celu zjednoczenie australijskiej prawicy w obliczu wzrostu znaczenia ALP. Nowe ugrupowanie utworzyło czwarty gabinet Alfreda Deakina, w którym Forrest wrócił na stanowisko ministra skarbu. Prawica utraciła władzę w 1910, po przegranych wyborach.

### Lata 1910.
W 1913 Forrest kandydował na nowego przywódcę Partii Liberalnej, przegrywając jednak jednym głosem z Josephem Cookiem. Bardzo źle przyjął tę porażkę, mimo to gdy Cook kilka miesięcy później poprowadził partię do odzyskania władzy i został premierem, zgodził się po raz trzeci zostać ministrem skarbu. W 1914 liberałowie przegrali przedterminowe wybory i do władzy powróciła ALP. W 1916 liberałowie połączyli się z kierowaną przez premiera Hughesa grupą rozłamowców z ALP, tworząc Narodową Partię Australii. W efekcie do gabinetu Hughesa dołączyło kilku polityków prawicy, w tym Forrest, który po raz czwarty został ministrem skarbu.
W marcu 1918 Forrest zrezygnował ze stanowiska ze względu na stan zdrowia – zmagał się z zaawansowanym nowotworem. Wkrótce potem wyruszył w podróż morską na leczenie do Londynu, jednak nie zdołał już tam dotrzeć. Zmarł w październiku 1918 w okolicach wybrzeża Sierra Leone. Tam też został początkowo pochowany, lecz później jego szczątki ekshumowano i przeniesiono do Perth.

### Odznaczenia
Był dwukrotnie odznaczany Orderem św. Michała i św. Jerzego klas uprawniających do używania tytułu Sir. Tuż przed śmiercią otrzymał godność para, ale nie zdołał już formalnie jej objąć (choć swoje ostatnie pisma podpisywał już jako „lord Forrest”, oficjalnie nie mając jednak jeszcze do tego prawa). Jego imię nosi wiele obiektów w Australii Zachodniej i Canberze, m.in. John Forrest National Park – drugi pod względem daty powstania park narodowy w Australii.